# Anton Günther (filozof)
Anton Günther (17. listopadu 1783 Lindava – 24. února 1863 Vídeň) byl rakouský filozof a teolog.

## Život a dílo
Narodil se v obci Lindenau (dnešní Lindava). Ve 12 letech odjel na studia do blízké Haidy (dnes Nový Bor). Poté přestoupil na litoměřické gymnázium. Po úspěšném dokončení gymnázia se přestěhoval do Prahy, kde se věnoval studiu filozofie na Univerzitě Karlově. Na univerzitě se spřátelil s rodákem z Chodové Plané Johannem Emanuelem Veithem, který se stal později slavným filozofem a teologem.
Güntherova filozofie se často vyznačuje tím, že určitá církevní dogmata se snaží vysvětlovat pomocí prvků osvícenského racionalismu, snaží se, aby šla církevní nauka s dobou. Například našel vysvětlení pro „zjevení" mysteria, jejichž prostřednictvím posilovala církev svou úlohu.
Rodák z malé Lindavy dostal několik nabídek na profesuru na mnoha prestižních německých univerzitách, všechny odmítl. Lákalo ho učit ve svém bydlišti, ve Vídni, tam se ale nabídky nikdy nedočkal.
V revolučnímu roce 1848 se stal jedním z hlavních zakladatelů Vídeňského katolického spolku, který usiloval o svobodu církve vůči státu i o větší svobody uvnitř církve.
Je pohřben ve Vídni, stejně jako jeho přítel Johann Veith, který ho přežil o 13 let.